# The Stone Angel
Pour plus de détails, voir Fiche technique et Distribution.
The Stone Angel ou L'Ange de pierre au Québec, est un film canado-britannique réalisé par Kari Skogland, sorti en 2007.

## Synopsis
Pas question pour Hagar Shipley, une nonagénaire, de finir ses jours dans un foyer pour personnes âgées, mais c'est pourtant ce que souhaitent son fils Marvin et sa bru Doris. Et pour cause: la présence dans leur maison de cette vieille femme acariâtre à la santé chancelante leur pèse terriblement. Cette situation délicate réveille en Hagar le souvenir de sa jeunesse rebelle. Elle avait épousé Bram, de condition modeste, ce qui provoqua la colère de son père, riche commerçant, qui l'a reniée. Mais quelques années plus tard, alors qu'elle élève dans la pauvreté ses deux enfants, Hagar quitte Bram, devenu alcoolique. Rendue au soir de sa vie, à l'insu de son fils, elle part s'installer dans un chalet en ruines où elle a connu autrefois quelques instants de bonheur.

## Fiche technique
- Titre québécois : L'Ange de pierre
- Titre original :The Stone Angel
- Réalisation : Kari Skogland
- Scénario : Kari Skogland, d'après le roman de Margaret Laurence
- Musique : John McCarthy
- Directeur de la photographie : Bobby Bukowski
- Montage : Jim Munro
- Distribution des rôles : Lindsay Chag, Stephanie Gorin et Jim Heber
- Création des décors : Rob Gray
- Direction artistique : Iain Reynolds
- Décorateur de plateau : Maryam Decter
- Création des costumes : Vicki Graef
- Genre : Drame
- Dates et lieux de tournage : du 14 août à septembre 2006 à Hartney et Winnipeg (Manitoba) et dans le Manitoba
- Format : 2.35:1 - 35mm - Couleur - Son Dolby Digital
- Pays :  Canada,  Royaume-Uni
- Durée : 116 minutes
- Dates de sortie en salles :
  -  Canada : 12 septembre 2007 (Toronto International Film Festival) • 9 mai 2008
  -  États-Unis : 12 janvier 2008 (Palm Springs International Film Festival) • 11 juillet 2008

## Distribution
- Ellen Burstyn (VQ : Élizabeth Lesieur) : Hagar Shipley
- Christine Horne (VQ : Mélanie Laberge) : Hagar, jeune
- Dylan Baker (VQ : Sylvain Hétu) : Marvin
- Devon Bostick : Marvin jeune
- Sheila McCarthy (VQ : Chantal Baril) : Doris
- Kevin Zegers (VQ : Nicholas Savard L'Herbier) : John
- Elliot Page (VQ : Karine Vanasse) : Arlene (crédité Ellen Page)
- Cole Hauser (VQ : Daniel Roy) : Bram, jeune
- Wings Hauser : Bram, âgé
- Aaron Ashmore : Matt
- Luke Kirby (VQ : Martin Watier) : Leo
- Josette Halpert :Arlene, jeune
- Joyce Krenz (VQ : Nicole Fontaine) : Tante Doll
- Peter MacNeill (VQ : Vincent Davy) : Jason

Source et légende : Version québécoise (VQ) sur Doublage Québec.